# Napton on the Hill
Napton on the Hill – wieś w Anglii, w hrabstwie Warwickshire, w dystrykcie Stratford-on-Avon. Leży 19 km na wschód od miasta Warwick i 117 km na północny zachód od Londynu. W 2001 miejscowość liczyła 976 mieszkańców.